# Wilsford cum Lake
Wilsford cum Lake est une paroisse civile du Wiltshire, en Angleterre.

## Patrimoine
- Lake House, maison de campagne élisabéthaine datant de 1578, se trouve dans la paroisse.